# Liste der Abgeordneten zum Vorarlberger Landtag (XXVIII. Gesetzgebungsperiode)

Sitzung des Vorarlberger Landtages

Diese Liste bietet einen Überblick über die Mitglieder des XXVIII. Vorarlberger Landtags in der Legislaturperiode von 2004 bis 2009.
Der 28. Vorarlberger Landtag wurde in der konstituierenden Sitzung am 20. September 2004 angelobt. Am Tag zuvor fand die Wahl zum Vorarlberger Landtag statt (Siehe dazu Landtagswahl in Vorarlberg 2004).

## Landtagspräsidium
Das Landtagspräsidium setzt sich aus dem Landtagspräsidenten und seinen beiden Vizepräsidentinnen zusammen. Ihre Aufgabe ist es, die Sitzungen des Landtags zu leiten und den Vorarlberger Landtag nach außen hin zu vertreten. In der 28. Legislaturperiode des Vorarlberger Landtags wurde Gebhard Halder (ÖVP) zum Landtagspräsidenten, Gabriele Nußbaumer zur ersten Vizepräsidentin und Bernadette Mennel zur zweiten Vizepräsidentin bestellt.
Dem erweiterten Präsidium gehören außerdem die Fraktionsvorsitzenden der vier Landtagsklubs an. Gemeinsam bilden sie ein beratendes Gremium, das dem Landtagspräsidenten bei der Erstellung der Tagesordnungen sowie der Festlegung der Sitzungszeiten behilflich ist.

## Beamte/Beisitzer
Jeder Landtagssitzung sitzen zwei Beamte bei, die fraktionslos sind und den ordentlichen Geschäftsablauf des Vorarlberger Landtags überwachen. Der Landtagsdirektor ist dabei Schriftführer jeder Sitzung und der Landesamtsdirektor ist als ranghöchster Beamter des Amts der Vorarlberger Landesregierung teilnahmeberechtigt. Weder der Landesamtsdirektor noch der Landtagsdirektor haben ein Stimmrecht im Vorarlberger Landtag. Johannes Müller war bereits seit 2003 als Landesamtsdirektor bestellt, Peter Bußjäger hatte das Amt des Landtagsdirektors in dieser Legislaturperiode inne.
Darüber hinaus sind sämtliche Mitglieder der Vorarlberger Landesregierung teilnahme-, aber nicht stimmberechtigt bei den Sitzungen des Landtags. So soll sichergestellt werden, dass das Exekutivorgan, welches Beschlüsse des Landtags auszuführen hat, diesem Legislativorgan Rechenschaft ablegt.

## Abgeordnete

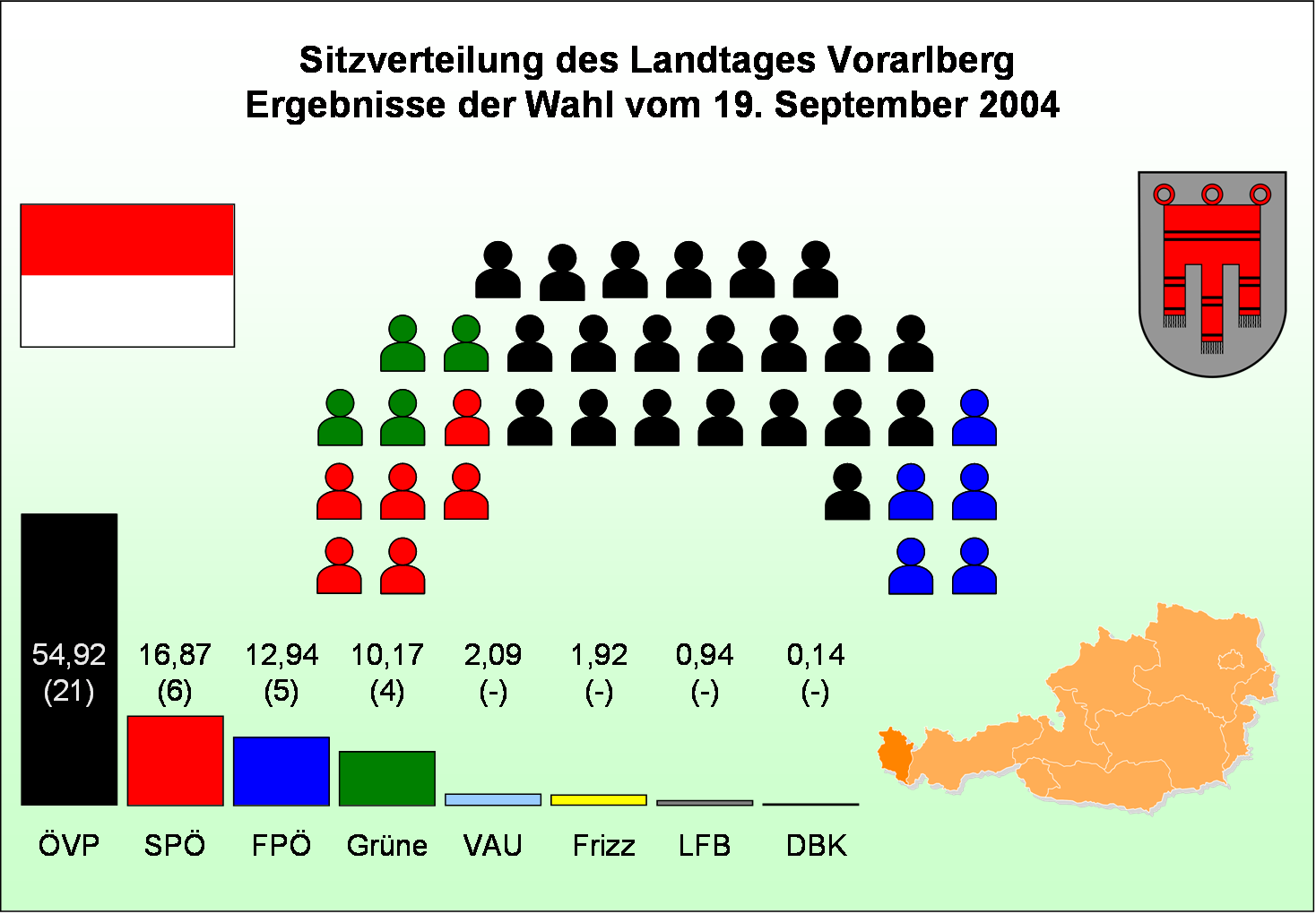
Mandatsverteilung im 28. Vorarlberger Landtag.

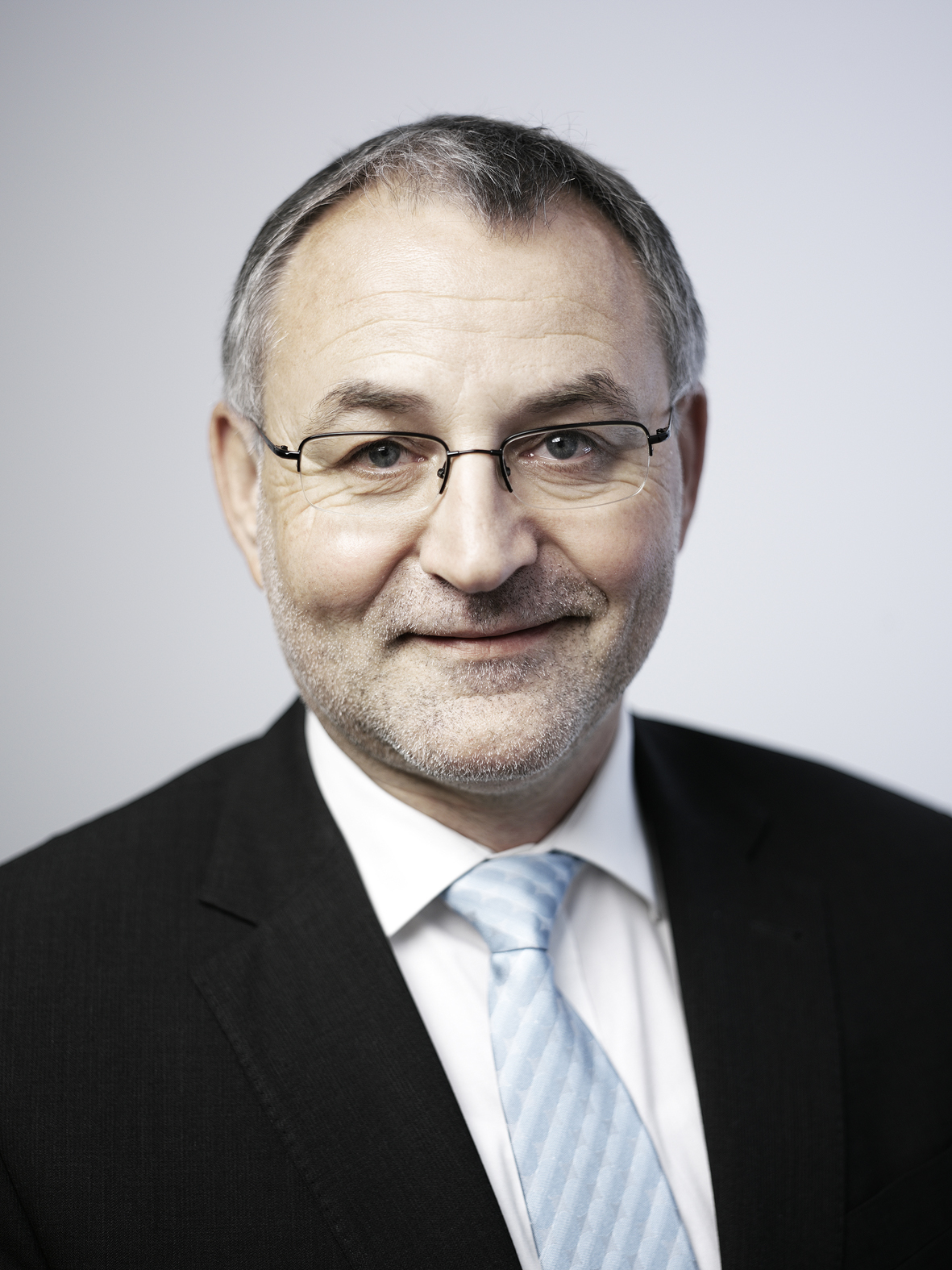
Rainer Gögele, Klubobmann der ÖVP.

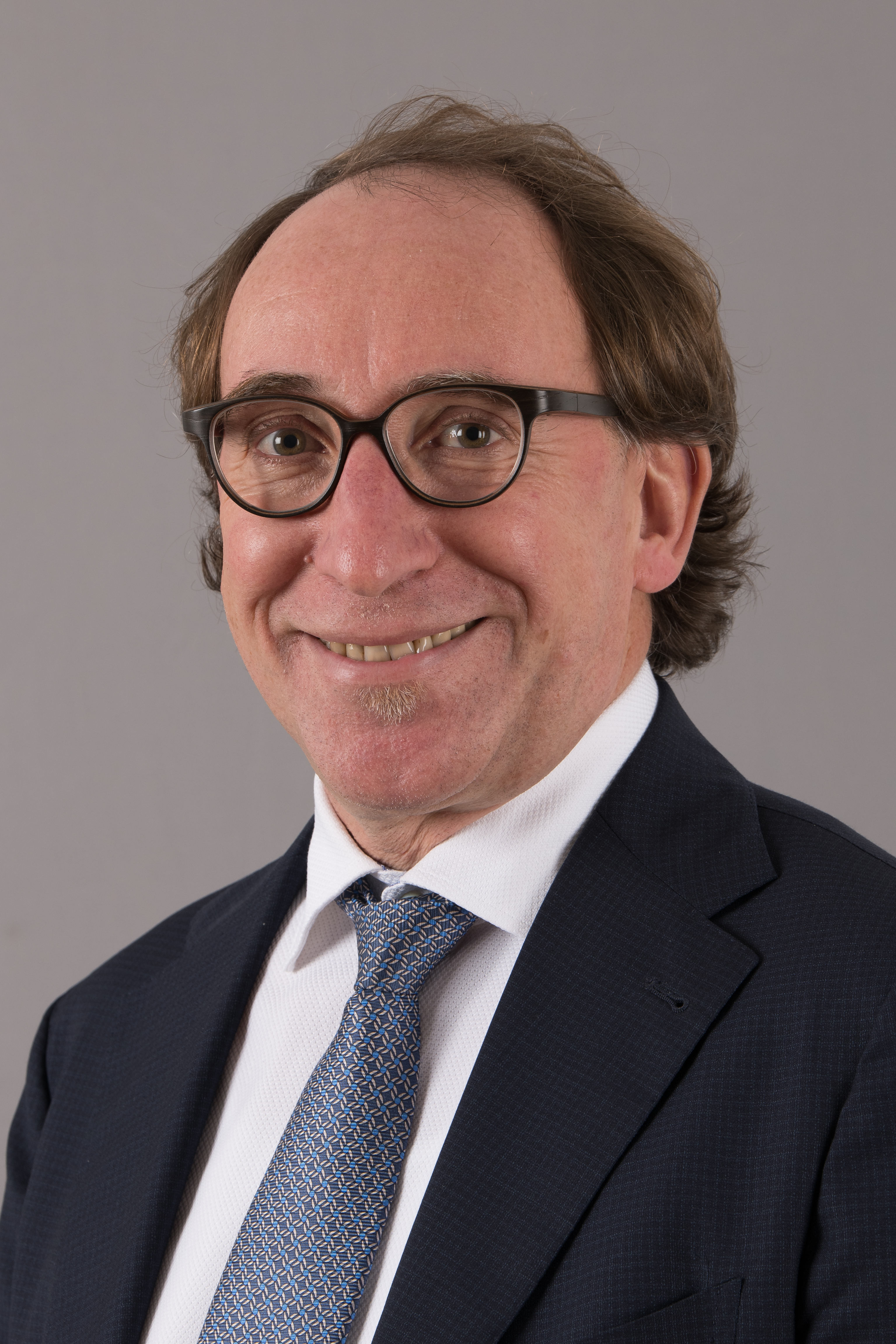
Johannes Rauch, Klubobmann der Grünen.

Im 28. Vorarlberger Landtag waren 36 Abgeordnete von 4 Parteien vertreten. Dies waren die Österreichische Volkspartei (ÖVP), die Sozialdemokratische Partei Österreichs (SPÖ), die Freiheitliche Partei Österreichs (FPÖ) und Die Grünen Vorarlberg.
Dem Vorarlberger Landtag steht es außerdem zu, 3 Vertreter in den Bundesrat nach Wien zu entsenden. In der 28. Gesetzgebungsperiode waren dies die Bundesräte Jürgen Weiss (ÖVP), der am 1. Mai 2009 durch Magnus Brunner in seiner Funktion abgelöst wurde, Edgar Mayer (ÖVP) und Reinhold Einwallner (SPÖ). Am 1. Juli 2008 wurde Jürgen Weiss turnusgemäß Vorsitzender der Länderkammer (der Vorsitz wechselt halbjährlich in alphabetischer Reihenfolge unter den Bundesländern).

### Fluktuation
Am 13. Dezember 2006 schied Markus Wallner (ÖVP) aus dem Vorarlberger Landtag aus, nachdem er zuvor mit 25 Stimmen zum Nachfolger von Landesstatthalter Hans-Peter Bischof in die Vorarlberger Landesregierung gewählt worden war. Sein Amt als Klubvorsitzender der ÖVP-Landtagsfraktion übernahm Rainer Gögele, auf seinen frei gewordenen Platz im Landtag rückte Werner Huber nach.
In der Landtagssitzung am 31. Jänner 2007 erklärte der Abgeordnete Adolf Concin (ÖVP) seinen Rücktritt, er wurde durch Gabriele Juen ersetzt. Am 25. April desselben Jahrs kündigte zudem Walter Lingg (ÖVP) seinen Rückzug aus der Politik an. Er wurde in der Landtagssitzung am 6. Juni durch Stefan Simma ersetzt. Im darauf folgenden Jahr gab auch Hans Kohler bekannt, dass er plane, sein Landtagsmandat zurückzulegen. Sein Nachfolger für das ÖVP-Mandat wurde der Bürgermeister von Dünserberg, Walter Rauch.
Auch in der sozialdemokratischen Partei bahnte sich während dieser Legislaturperiode eine Veränderung an. Elke Sader kündigte am 29. Mai 2007 ihren Rücktritt sowohl als Landesobfrau der SPÖ Vorarlberg wie auch als Fraktionsvorsitzende im Landtag an. Bei der ersten Klubsitzung nach der Sommerpause am 17. September 2007 wurde Michael Ritsch zu ihrem Nachfolger und damit zum 13. Clubvorsitzenden der SPÖ seit 1945 bestellt (am 23. November übernahm er zudem den Vorsitz der SPÖ Vorarlberg).

### Liste der Abgeordneten
Die jeweiligen Fraktionsvorsitzenden wurden farblich hervorgehoben. Grau steht für den ÖVP-Landtagsklub, rot für den SPÖ-Landtagsclub, blau für den Freiheitlichen Landtagsklub und grün für den Landtagsklub „Die Grünen“.
| Name                  | Fraktion      | Anmerkungen                                                                                              |
| --------------------- | ------------- | --- |
| Alge Dietmar          | ÖVP           | |
| Amann Fritz           | Freiheitliche | |
| Benzer Silvia         | Freiheitliche | |
| Berthold Leopold      | SPÖ           | |
| Bischof Hans-Peter    | ÖVP           | Nach Wahl zum Landesrat per 19. Oktober 2004 auf die Ausübung des Mandats verzichtet                     |
| Bösch Bernd           | Die Grünen    | |
| Burtscher Erika       | ÖVP           | ab 20. Oktober 2004 für Greti Schmid                                                                     |
| Concin Adolf          | ÖVP           | ausgeschieden am 30. März 2007                                                                           |
| Egger Dieter          | Freiheitliche | Nach Wahl zum Landesrat mit Schreiben vom 12. Oktober 2004 auf die Ausübung des Mandats verzichtet       |
| Fischer Kurt          | ÖVP           | ab 20. Oktober 2004 für Manfred Rein                                                                     |
| Fritz Karin           | Die Grünen    | |
| Fröwis Theresia       | ÖVP           | ab 20. Oktober 2004 für Hans-Peter Bischof                                                               |
| Gögele Rainer         | ÖVP           | Klubobmann seit 13. Dezember 2006                                                                        |
| Gruber Beate          | ÖVP           | ab 20. Oktober 2004 für Erich Schwärzler                                                                 |
| Hagen Ernst           | Freiheitliche | |
| Halder Gebhard        | ÖVP           | Landtagspräsident                                                                                        |
| Hofer Albert          | ÖVP           | |
| Huber Werner          | ÖVP           | angelobt am 31. Jänner 2007 für Markus Wallner                                                           |
| Jäger Mirjam          | SPÖ           | ab 15. November 2006 für Elmar Mayer                                                                     |
| Juen Gabriele         | ÖVP           | angelobt am 11. April 2007 für Adolf Concin                                                              |
| Kohler Hans           | ÖVP           | ausgeschieden am 4. Juni 2008                                                                            |
| Lingg Walter          | ÖVP           | ausgeschieden am 6. Juni 2007                                                                            |
| Mayer Elmar           | SPÖ           | ausgeschieden am 2. November 2006                                                                        |
| Mennel Bernadette     | ÖVP           | Landtagsvizepräsidentin                                                                                  |
| Moosbrugger Josef     | ÖVP           | |
| Neyer Siegfried       | Freiheitliche | |
| Nußbaumer Gabriele    | ÖVP           | Landtagsvizepräsidentin                                                                                  |
| Pircher Olga          | SPÖ           | |
| Posch Werner          | SPÖ           | |
| Rauch Johannes        | Die Grünen    | |
| Rauch Walter          | ÖVP           | angelobt am 2. Juli 2008                                                                                 |
| Reichart Werner       | ÖVP           | ab 20. Oktober 2004 für Herbert Sausgruber                                                               |
| Rein Manfred          | ÖVP           | Nach Wahl zum Landesrat mit Schreiben vom 4. Oktober 2004 auf die Ausübung des Mandats verzichtet        |
| Reis Monika           | ÖVP           | |
| Ritsch Michael        | SPÖ           | Clubvorsitzender seit 17. September 2007                                                                 |
| Sader Elke            | SPÖ           | Clubvorsitz abgegeben am 17. September 2007                                                              |
| Sausgruber Herbert    | ÖVP           | Nach Wahl zum Landeshauptmann mit Schreiben vom 12. Oktober 2004 auf die Ausübung des Mandats verzichtet |
| Schallert Elmar       | ÖVP           | ab 20. Oktober 2004 für Siegmund Stemer                                                                  |
| Simma Stefan          | ÖVP           | angelobt am 6. Juni 2007 für Walter Lingg                                                                |
| Schmid Greti          | ÖVP           | Nach Wahl zur Landesrätin mit Schreiben vom 13. Oktober 2004 auf die Ausübung des Mandats verzichtet     |
| Schwärzler Erich      | ÖVP           | Nach Wahl zum Landesrat mit Schreiben vom 11. Oktober 2004 auf die Ausübung des Mandats verzichtet       |
| Stemer Siegmund       | ÖVP           | Nach Wahl zum Landesrat mit Schreiben vom 12. Oktober 2004 auf die Ausübung des Mandats verzichtet       |
| Türtscher Josef       | ÖVP           | |
| Wallner Markus        | ÖVP           | ausgeschieden am 13. Dezember 2006                                                                       |
| Wieser Hildtraud      | Freiheitliche | ab 20. Oktober 2004 für Dieter Egger                                                                     |
| Wiesflecker Katharina | Die Grünen    | |
| Winder Christoph      | ÖVP           | |
| Winsauer Thomas       | ÖVP           | |